# Journal des haras
Le Journal des haras était une revue mensuelle française éditée à Paris spécialisé dans le sport hippique. Le premier numéro du Journal des haras, des chasses et des courses de chevaux fut publié le 4 mai 1828 et cette publication fut la première en France à utiliser le terme de « sport », dès 1828. Son premier rédacteur en chef fut M. de Rochau.